# Scaër
Scaër is een gemeente in het Franse departement Finistère (regio Bretagne). De plaats maakt deel uit van het arrondissement Quimper. Scaër telde op 1 januari 2022 5.197 inwoners.

## Geografie
De oppervlakte van Scaër bedroeg op 1 januari 2022 117,58 vierkante kilometer; de bevolkingsdichtheid was toen 44,2 inwoners per km².

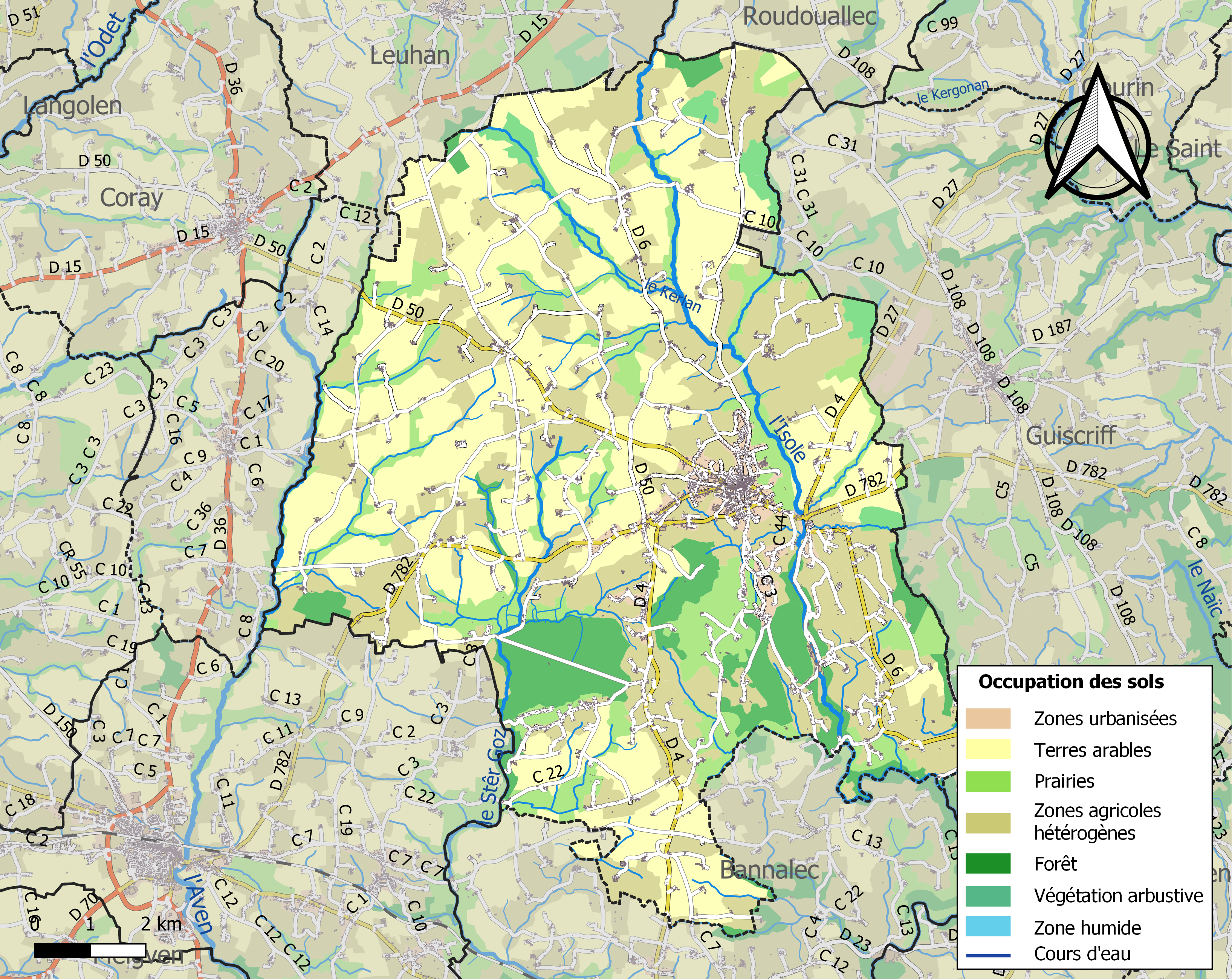
Kaart van de gemeente met belangrijkste infrastructuur, bodemgebruik en omliggende gemeenten

## Demografie
Onderstaande figuur toont het verloop van het inwonertal (bron: INSEE-tellingen).